# Музей Станіслава Виспянського у Кракові

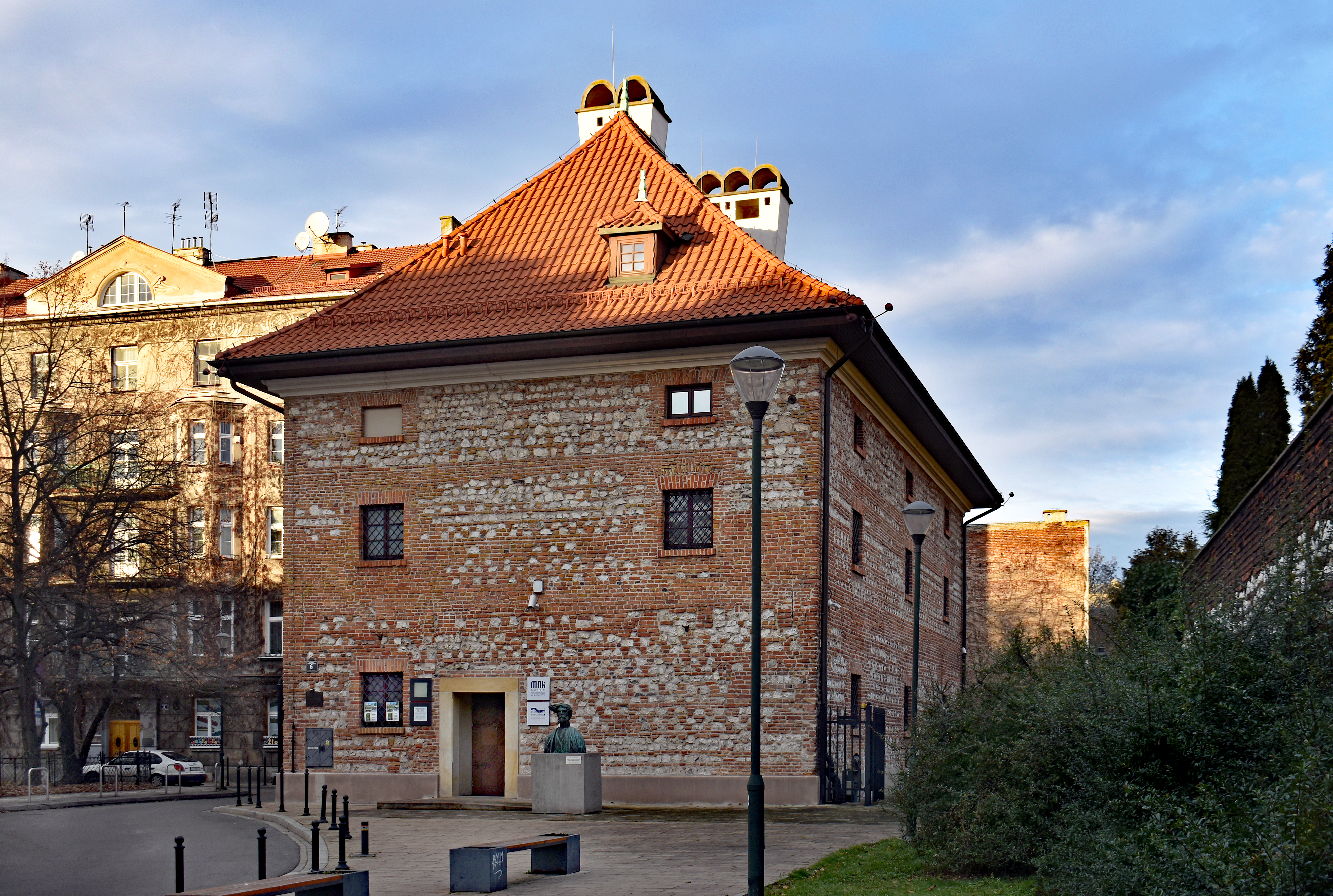
Вхід до музею та пам'ятник Станіславу Виспянському

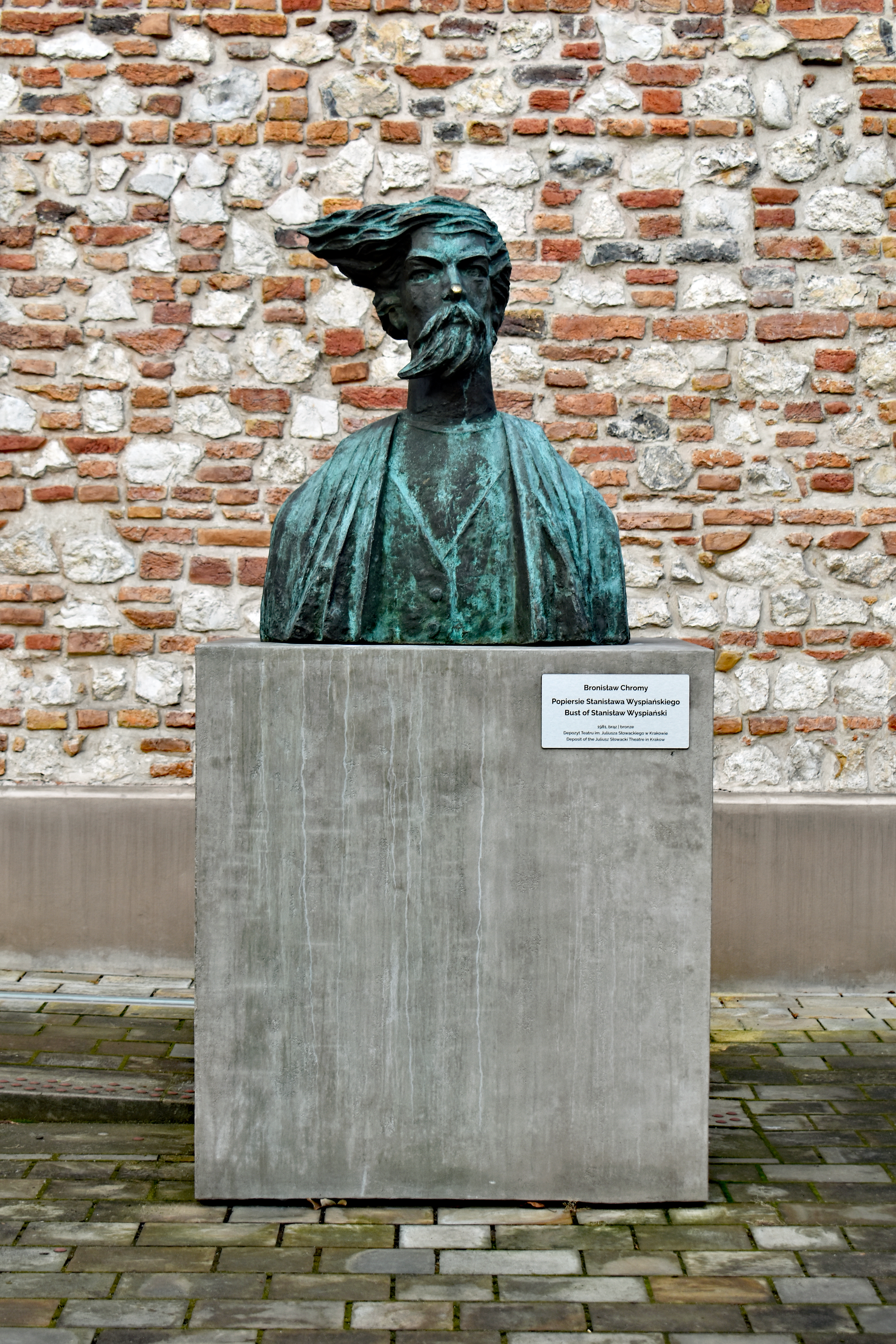
Пам'ятник Станіславу Виспянському перед входом у музей

Музей Станіслава Виспянського – біографічний музей, присвячений Станіславу Виспянському, філія Національного музею в Кракові, розташований в будівлі Старого зерносховища. 

## Колекції
Краківський національний музей має найбільшу колекцію робіт Виспянського: картини, ескізи, проєкти, понад 1100 предметів. Колекція також включає його приватну книгозбірню, особисті пам’ятні речі, рукописи та фотографії.

## Історія
Ідея створення музею або виставки робіт художника народилася ще у 1930-х роках. У Головному будинку Національного музею в Кракові планувалося створити виставку вітражів. Відповідно до проєкту, розробленого міськими архітекторами Чеславом Боратинським та Едвардом Крейслером у співпраці з тодішнім директором Національного музею Феліксом Коперою, вітражі Виспянського мали бути представлені у двоповерховій ротонді, розташованій у центрі спроєктованої будівлі. Після Другої світової війни виникли плани створити музей Виспянського в будинках, де жив художник у Кракові: на вулиці Канонічій 25, у Будинку Длугоша в Кракові або на вулиці Кроводерській 79, де митець мав «сапфірову майстерню».
У 1970-х роках Національний музей разом із владою Кракова повернулися до ідеї створення окремого відділу, присвяченого художнику. Штаб-квартирою нової філії було обрано будинок на вулиці Каноніча, 9 у Кракові. На цій же вулиці, в будинку Длугоша, батько Виспянського, Францішек, мав скульптурну майстерню, а сам митець прожив тут 11 років. Нову філію музею, присвячену Виспянському, було офіційно відкрито у 76-ту річницю смерті митця – 28 листопада 1983 року і діяла вона там 21 рік.
У жовтні 2002 року музей було закрито у зв'язку зі зміною власників (Краківська курія повернула права на кам'яницю). Колекції довелося перенести. Вибором нової штаб-квартири була кам’яниця Шолайських, яку Національний музей отримав у подарунок від Влодзімєри та Адама Шолайських у 1904 році, а право власності набрало чинності після смерті пані Влодзімери 24 лютого 1928 року. У 2003–2012 роках у Домі Шолайських були представлені роботи Станіслава Виспянського. 
У філії було зібрано найбільшу в Польщі колекцію творів Станіслава Виспянського. Можна було побачити портрети, проєкти поліхромії та вітражів для Францисканського костелу та Лікарського дому в Кракові, театральні декорації, меблі (наприклад, для квартири Тадеуша Боя-Желенського), а також фотографії та невелику колекцію сімейних пам'яток. Нині у тому ж будинку експонується невелика частина колекції Виспянського на виставці «Вічно молоді. Польське мистецтво близько 1900 р.»
У 2017–2019 роках команда Національного музею в Кракові підготувала серію виставок, що презентують досягнення митця: «Виспянський ”(28/11/2017-05/05 /2019), „Виспянський. Невідомий”, „Виспянський. Скарби зі Львова" oraz „Виспянський. Післямова”. Останньою тимчасовою виставкою перед відкриттям нової філії Національного музею в Кракові була «Скарбниця Виспянського»”. Подальші презентації робіт митця супроводжувалися каталогами, що складали відомі твори з громадських і приватних колекцій, виданими Національним музеєм у Кракові за редакцією Магдалени Ласковської та Данути Годинь, авторів концепції поточної постійної експозиції творів митця, відкрито в грудні 2021 року.
З 2 грудня 2021 року колекції творів Виспянського представлені у будівлі старого зерносховища. Будівля нинішнього музею була побудована в 18 столітті. У різні часи це було зерносховище, фабрика, магазин, а також місце розташування Асоціації архітекторів Республіки Польща. Після 1945 року будівлю зерносховища перебрав Національний музей і на багато років у цьому приміщенні було сховище творів мистецтва.

## Постійна експозиція
У постійній експозиції Музею Виспянського представлено близько 200 творів, переважно мистецьких, які змінюються протягом року через консерваційні вимоги для демонстрації експонатів створених на папері. На першому поверсі представлені портрети: автопортет, дружини, дітей та портрети друзів, знайомих, меценатів митця, картини вулиць Кракова та підкраківських містечок, а також «Види кургану Костюшка», створені художником у пізній період його творчості в майстерні на вулиці Кроводерська у Кракові.
На другому поверсі в трьох частинах виставки під назвою: «Елементи», «Вавель – драма королів» і «Аполлон-Христос» представлені три напрями творчості Виспянського. Проект вітражу «Бог Отець» для головної нави Францисканського костелу у Кракові, модель реконструкції Вавельського пагорба «Акрополь», проекти вітражів для Вавельського собору, проекти декорації приміщень, меблі та тканини для Лікарського дому в Кракові, а також для зали «Мистецтво» у Краківському Палаці мистецтва.
У підвалі музею знаходиться кімната під назвою «Мої книги», де виставлена книжкова колекція Виспянського: книги з його рукописними нотатками, перші видання його творів та книги інших авторів, до яких він робив ілюстрації та дизайн обкладинок. Поруч, у просторі «Метаморфози», можна ознайомитися з театральними роботами: афішами до його п’єс, фотографіями та фрагментами фільмів із найвідоміших інсценувань та екранізацій літературних творів Виспянського.

## Експонати Музею Виспянського

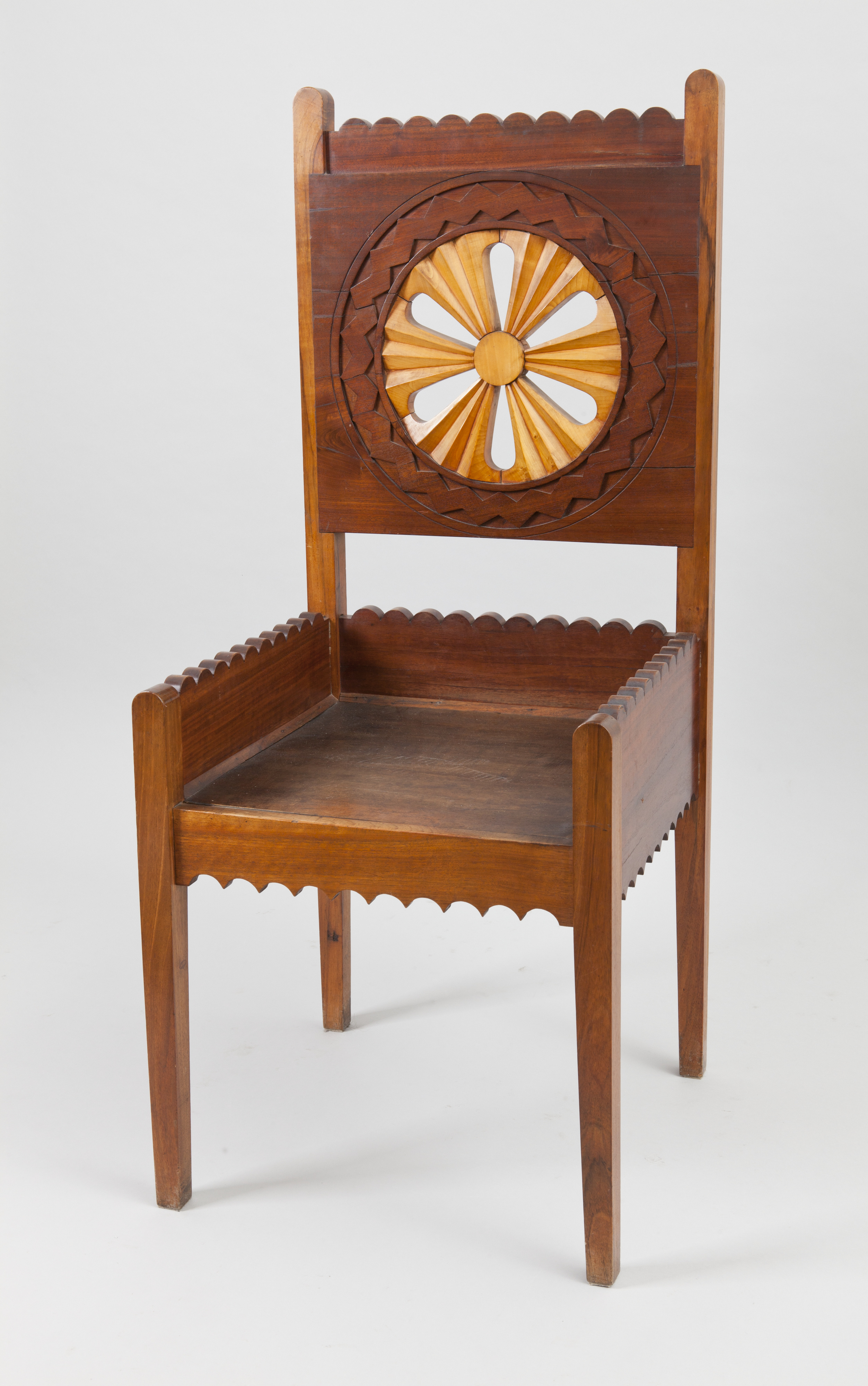
Станіслав Виспянський, Стілець, дизайн, платан, горіх, 1904-1905
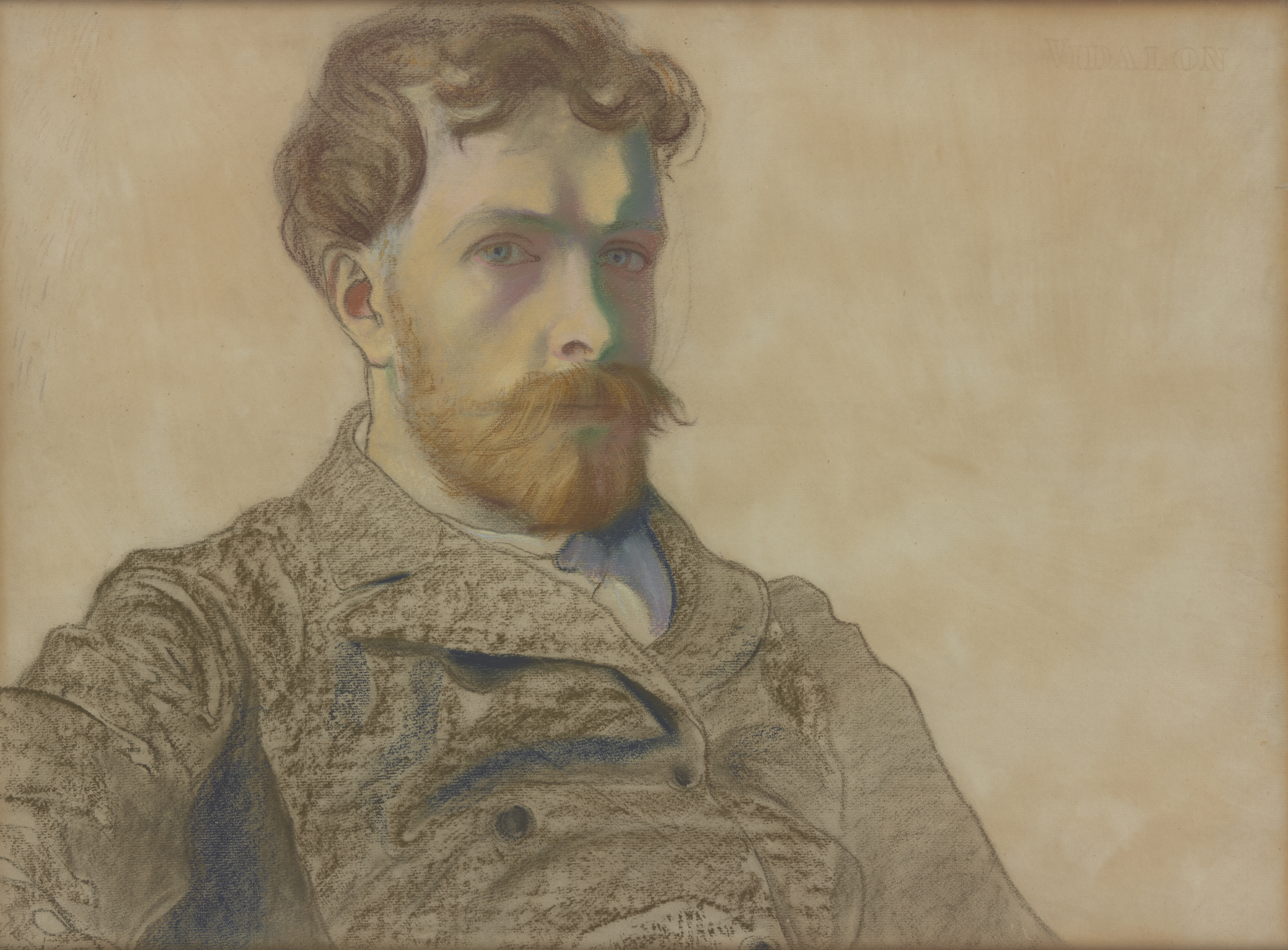
Станіслав Виспянський, Автопортрет, пастель, папір, 1903
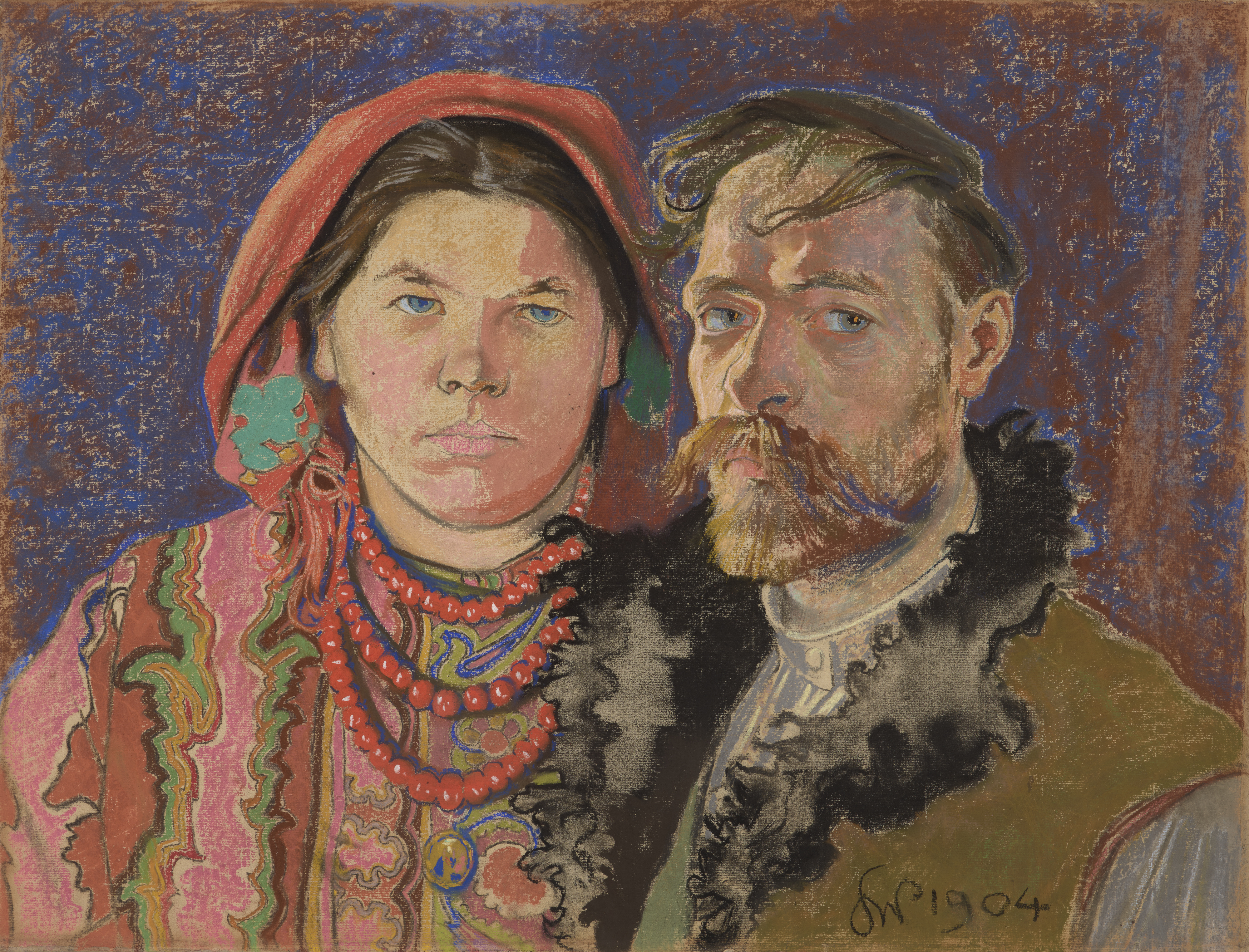
Станіслав Виспянський, Автопортрет із дружиною, пастель, папір, 1904
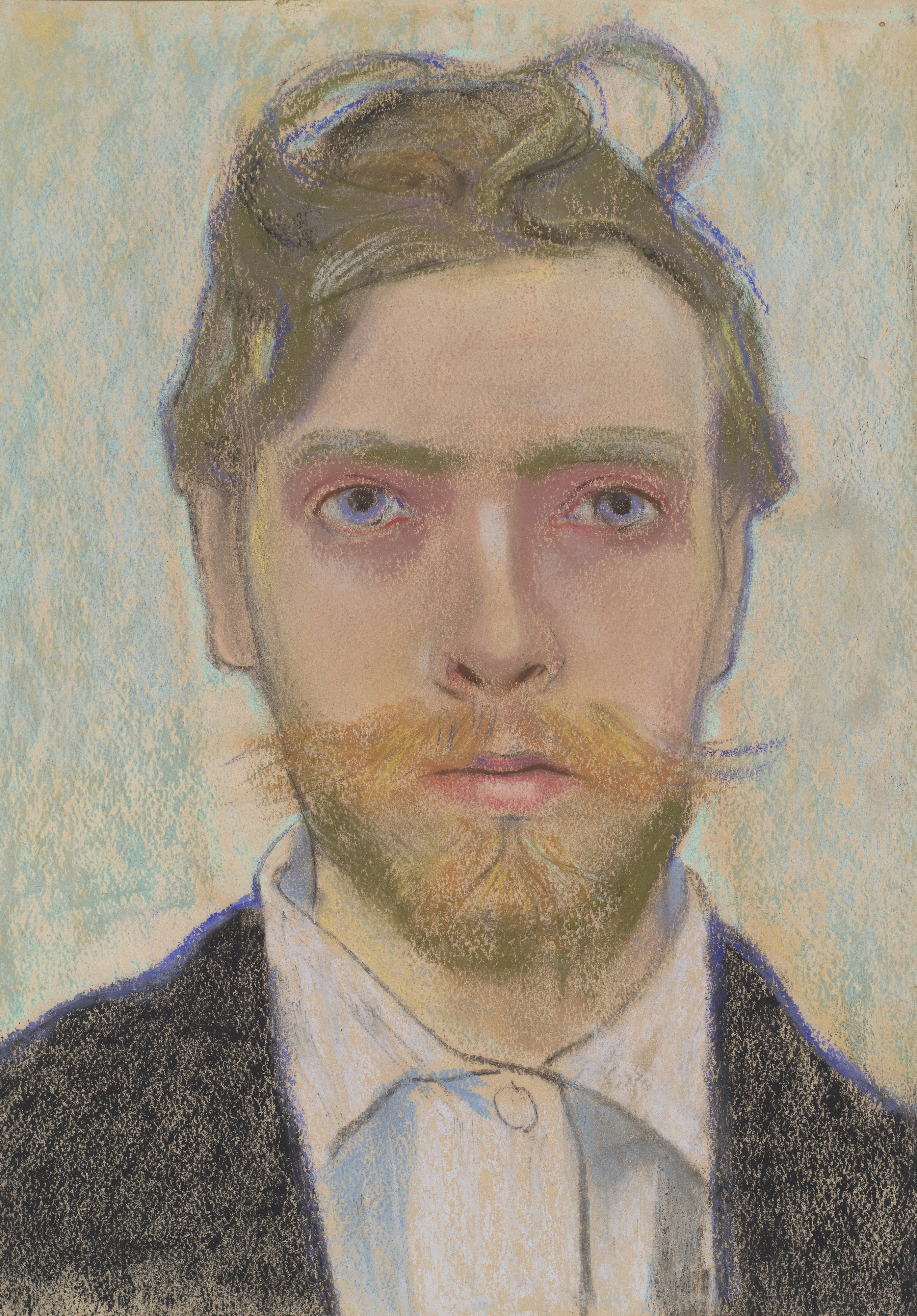
Станіслав Виспянський, Автопортрет, пастель, папір, 1897
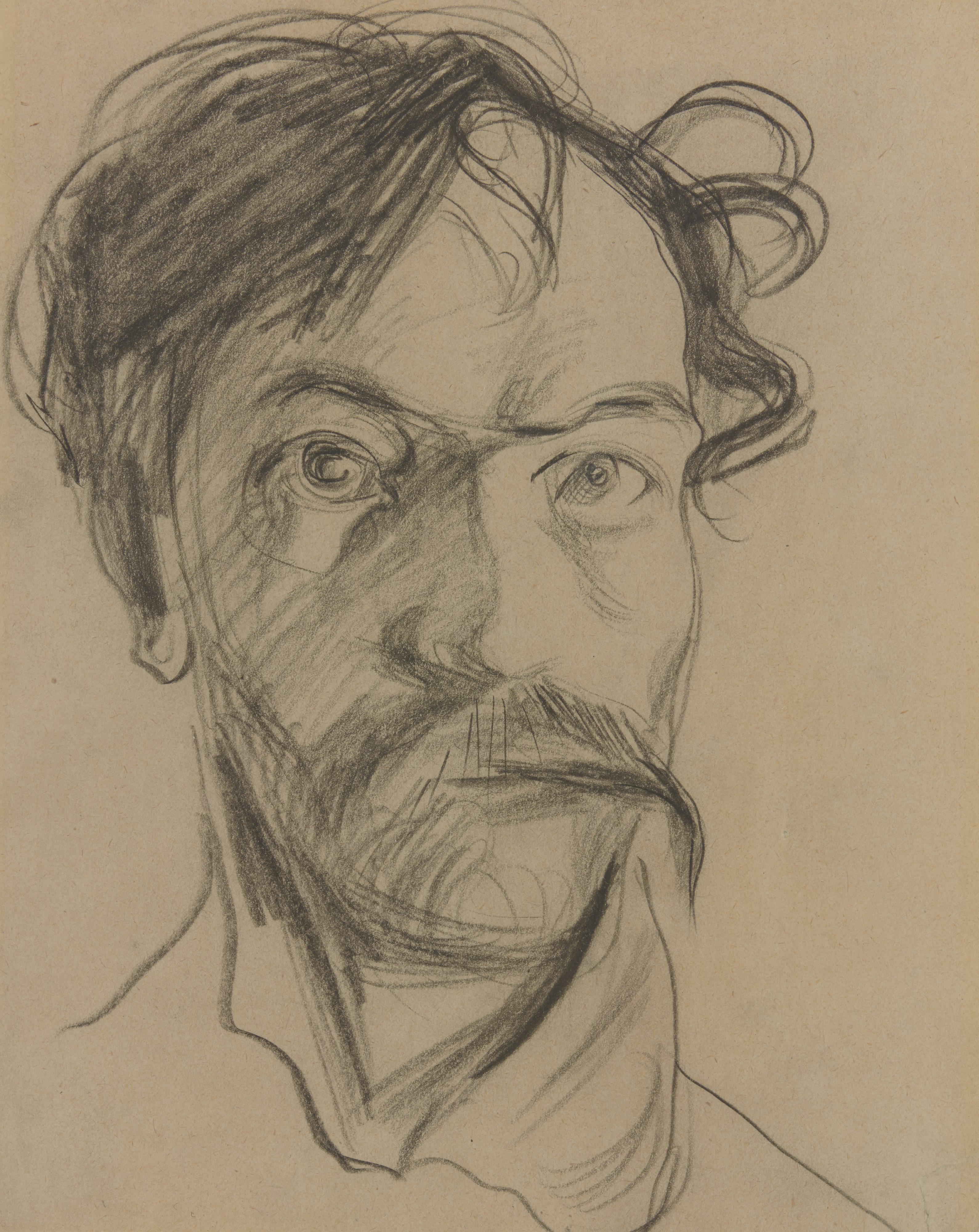
Станіслав Виспянський, Автопортрет за місяць до смерті, папір, олівець, 1907
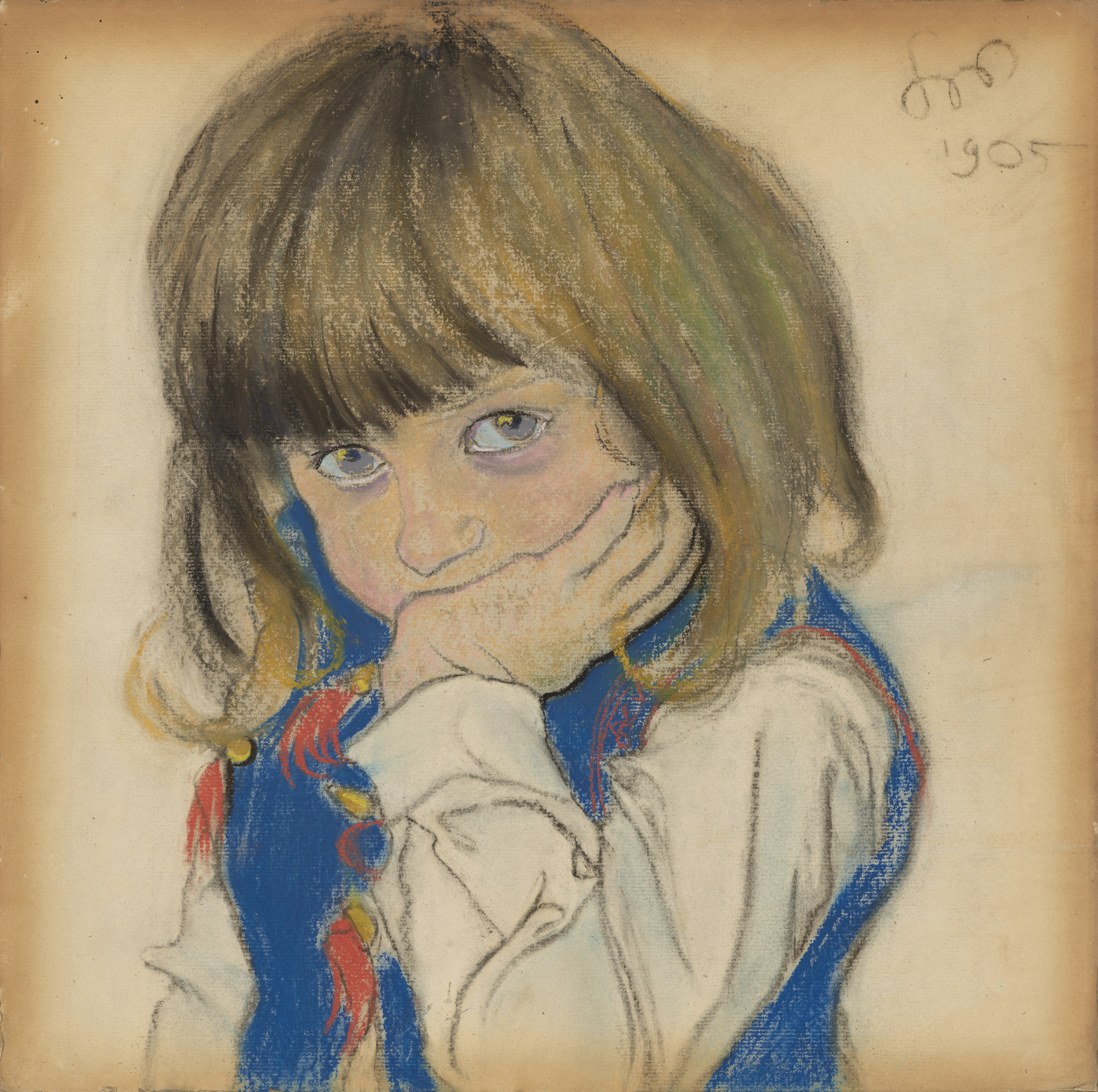
Станіслав Виспянський, Портрет хлопчика (Юзьо Фельдман), пастель, папір, 1905
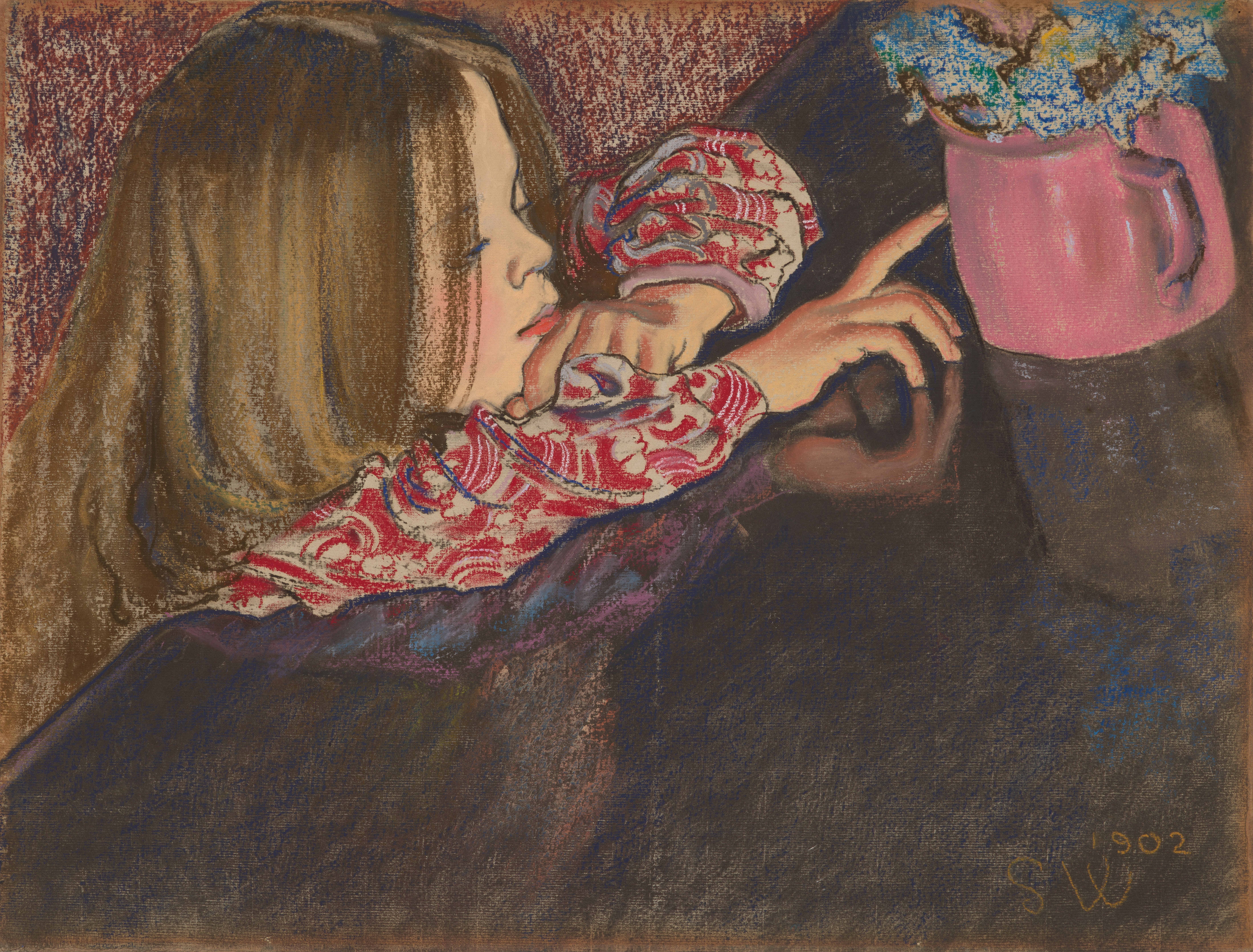
Станіслав Виспянський, Геленка з вазою, пастель, папір, 1902
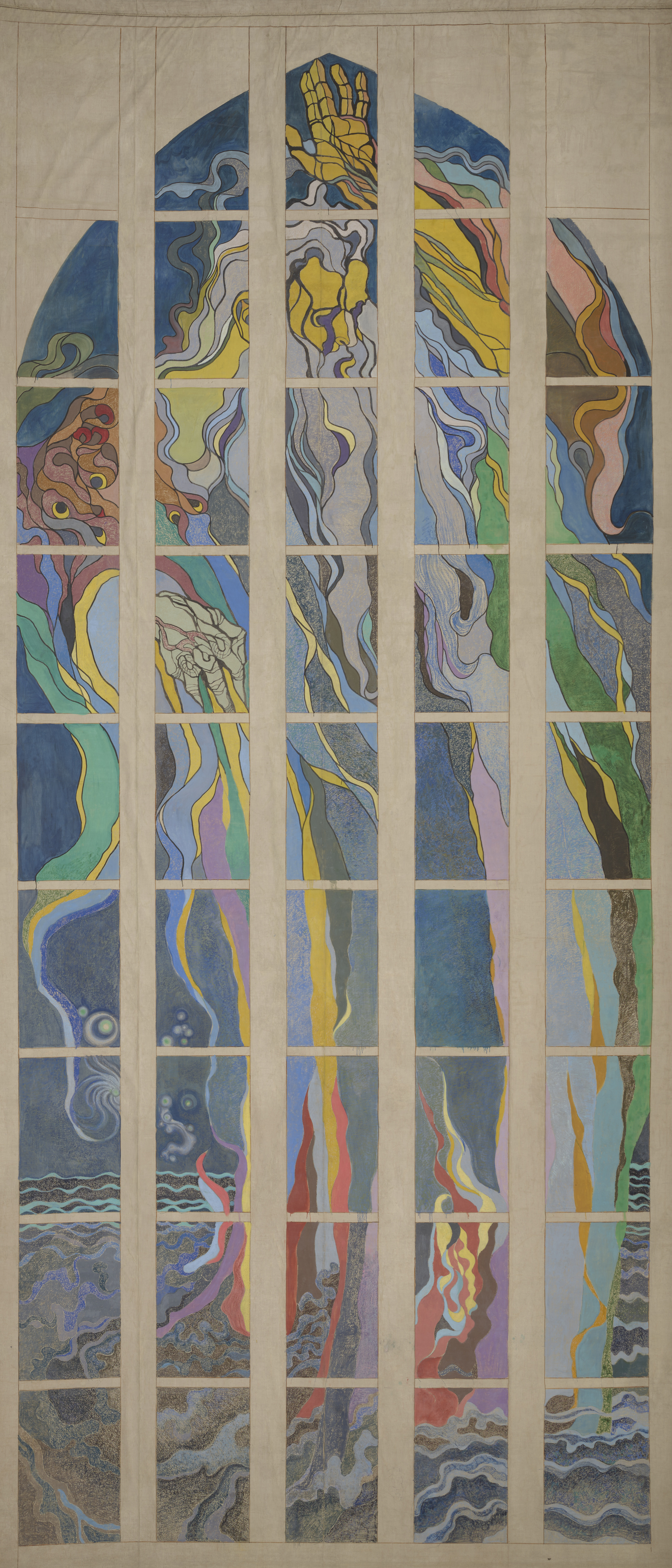
Станіслав Виспянський, Бог Творець (вітраж),  проєкт для костелу Святого Франциска (Краків), пастель, темпера, полотно, 1897
Станіслав Виспянський, Материнство, пастель, папір, 1905